# Cettia cetti
L'usignolo di fiume (Cettia cetti (Temminck, 1820)) è un uccello della famiglia Cettiidae.

## Descrizione
Si tratta di un piccolo uccello che misura tra i 13 e i 14 cm di lunghezza e tra i 15 e i 19 cm di apertura alare, con un peso compreso tra i 12 e i 18 g. Non esiste dimorfismo sessuale, quindi sia i maschi che le femmine sono identici in termini di colorazione e aspetto, mostrando entrambi un discreto piumaggio marrone. La differenziazione tra i sessi sta nelle dimensioni delle ali e della coda, dato che mentre il maschio non presenta record di lunghezza alare inferiore a 60 mm, le dimensioni delle ali della femmina non superano i 55 mm, per cui la misurazione di queste lunghezze è un modo semplice per sessare gli esemplari di questa specie
Presenta strisce superciliari sotto forma di piccole strisce biancastre sopra gli occhi, un becco fine con mandibola superiore grigiastra e mandibola inferiore bruno-marrone, giallastra all'interno della bocca, zampe rosa-brunastre, iride bruna, descritta come marrone o seppia scuro, coda leggermente lunga e arrotondata composta da dieci piume anziché dodici come il resto dei passeriformi.
Il colore di base del piumaggio, dalla testa alla coda, è bruno-rossastro, mentre il resto dei diversi colori appare gradualmente senza essere chiaramente delimitato, dando un aspetto di una certa uniformità, con la gola e il centro del ventre biancastri, e il petto e i fianchi brunastri, tra il grigio e il castagno.
Esiste una forte somiglianza con alcune specie della stessa famiglia ma di altri generi, come il Acrocephalus scirpaceus o la Locustella luscinioides, e possono essere confuse se non vengono osservate da vicino o in mano.

## Dieta
Fondamentalmente insettivoro, è noto che la dieta dell'usignolo di fiume  è composta essenzialmente da insetti, larve, ragni, vermi, molluschi e semi, tenendo conto che non catturano insetti con un rivestimento chitinoso duro. Cacciano spostandosi senza sosta da un luogo all'altro della vegetazione, trovando il cibo sia a terra che su rami e foglie. Quando il compito di catturare gli insetti diventa difficile, di solito in inverno, l'usignolo bastardo integra la sua dieta con semi e, occasionalmente, piccoli frutti selvatici.
Gli studi condotti da José A. Hódar, Javier Molina e Ismael Camacho, in una località della Spagna meridionale, hanno messo a confronto 24 diverse prede, o specie, che rappresenterebbero i due terzi del totale delle prede ingerite, appartenenti ai seguenti gruppi tassonomici: araneae, opiliones, hemiptera, neuroptera, carabidae, coleoptera e formicidae.

## Riproduzione

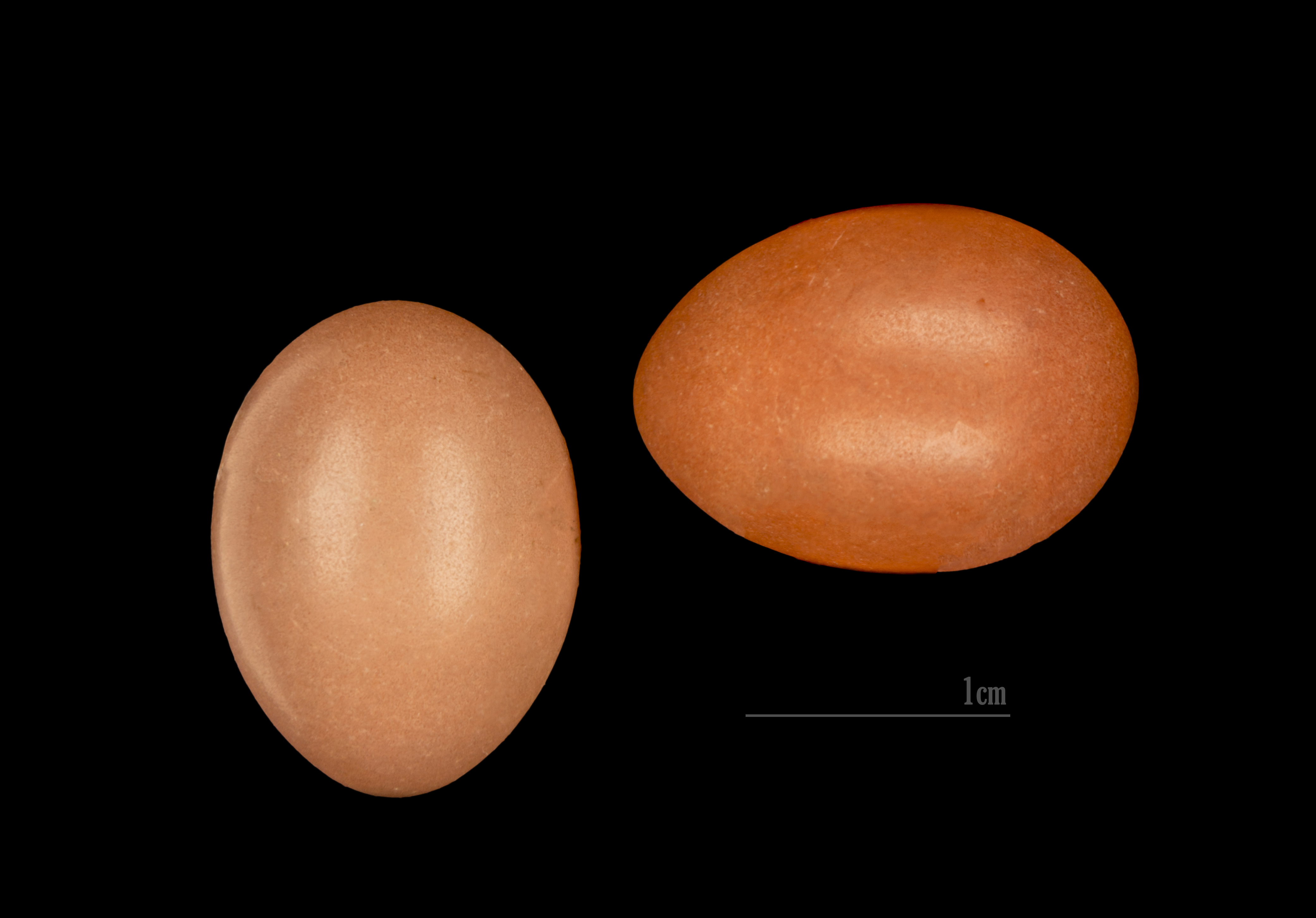
Uova di Cettia cetti

A un anno di età, l'usignolo  è pronto per la prima riproduzione, la deposizione delle uova e l'allevamento. La stagione riproduttiva inizia a maggio e la costruzione del nido avviene in aprile, a metà e soprattutto alla fine di questo mese, con la femmina incaricata di costruire il nido. I nidi sono costruiti a forma di piccola e profonda ciotola, fatta di erba fine e lettiera di piccole foglie, con un rivestimento interno di peli, piume di salice, criniere, erba finissima, radichette e occasionalmente piume. La maggior parte dei nidi sono costruiti vicino alle rive di torrenti e corsi d'acqua, a bassa quota o addirittura a terra nella fitta vegetazione. Tuttavia, nelle paludi e in altri luoghi umidi, i nidi si trovano spesso ad un'altezza di oltre un metro dal suolo e non troppo nascosti, come quelli costruiti in canne, canne e altra vegetazione.
Le covate variano da quattro a cinque uova, raramente tre, forse a causa di una prima covata o di una seconda covata. La dimensione media delle uova è di 18 x 14 mm, con un peso medio di 1,8 g. Secondo Jourdain (ornitologo britannico), con un campione di 100 uova ottenute in Spagna, le dimensioni massime riscontrate erano di 19,6 x 14,3 mm e le minime di 17,1 x 13,2 mm. Il colore delle uova dell'usignolo bastardo può essere descritto come rosso mattone con sfumature che vanno dal rosato al bruno-rossastro più scuro. Secondo diverse fonti, l'incubazione può durare da dodici giorni a quattordici o addirittura diciassette giorni al massimo. Di solito è la femmina a incubare, perché sebbene anche il maschio lo faccia, lo fa per un periodo di tempo molto più lungo e, per lo meno, è sempre la femmina che si trova nel nido durante la notte.
Dopo la schiusa, la femmina è anche responsabile dell'alimentazione dei pulcini, che sono altruisti e non lasciano il nido prima di dieci o undici giorni, anche se, se non sono minacciati da alcun pericolo e se tutto va bene, possono rimanere fino a sedici giorni.

## Distribuzione

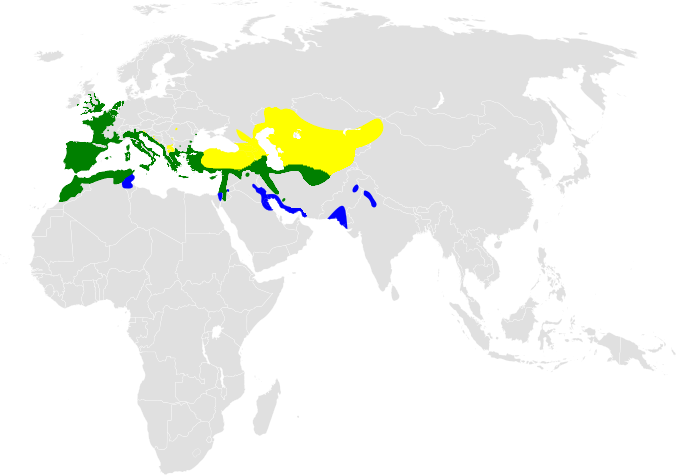
Distribuzione della Cettia cetti

L'usignolo di fiume è un uccello politipico con due sottospecie chiaramente riconosciute dalla comunità ornitologica (C.c.cetti e C.c.orientalis) distribuite in tutta l'Eurasia, anche se più specificamente si tratta di una specie circummediterranea distribuita in tutte le zone temperate del clima mediterraneo, che occupa l'intero Paleartico meridionale, includendo quindi l'Europa meridionale, l'Africa nord-orientale, il Medio Oriente e parte dell'Asia occidentale fino all'Afghanistan e al Turkestan. In altre parole, si estende con la latitudine settentrionale, tra i 30° e i 53°, dalla penisola iberica alla Palestina.
La sottospecie nominale, cetti, si riproduce in Europa dalla penisola iberica alla Russia, all'Africa nordoccidentale, alla Turchia occidentale e a Creta, mentre la sottospecie orientalis si riproduce in Asia Minore, oltre che nel Caucaso e fino alle coste settentrionali del Mar Caspio.
Nonostante sia una specie perimediterranea, ci sono riferimenti di vari ornitologi che collocano questa specie al di fuori del bacino mediterraneo, per cui si ipotizza una qualche occasionale espansione della popolazione verso il nord Europa. Così, l'ornitologo inglese Eric Arthur Simms ha notato che l'usignolo bastardo ha occupato il Belgio nel 1964, continuando la sua espansione negli anni '70 verso la Gran Bretagna, i Paesi Bassi, la Germania e la Svizzera, anche se dati successivi indicano l'estinzione di queste popolazioni a causa dei rigidi inverni. Tuttavia, già nel 1997, Ward Hagemeijer e Michael Blair hanno segnalato la continuità della popolazione nel sud della Gran Bretagna, con colonie di Cettia cetti, ad esempio nel Norfolk, nel sud-est dell'Inghilterra, dove sono altamente protette dalla Royal Society for Protection of Birds.
In Spagna è presente la sottospecie cetti, ampiamente distribuita in tutte le Comunità Autonome della Penisola Iberica e nelle Isole Baleari. Non è stata segnalata nelle Isole Canarie o a Melilla, quindi si presume che sia assente. Nel 2001, Jiménez e Navarrete l'hanno segnalata come specie rara a Ceuta.

### Movimenti migratori
Sebbene sia considerata una specie fondamentalmente sedentaria, l'usignolo ha una certa, seppur scarsa, mobilità migratoria su brevi distanze, alla ricerca di climi più favorevoli e in fuga da inverni rigidi. Questi spostamenti dispersivi sono effettuati soprattutto dai giovani e dalle femmine, che raggiungono luoghi al di fuori dell'area di riproduzione della specie. Così, ad esempio, durante l'autunno possiamo trovare individui migranti a Formentera e Cabrera.

### Habitat
Logicamente, data la sua distribuzione mondiale, questa specie vive in ecosistemi con clima mediterraneo. Più in particolare, l'usignolo si distribuisce in diversi tipi di habitat simili tra loro, poiché questi sono sempre legati alla vicinanza dell'acqua, sia sotto forma di corsi d'acqua come torrenti e fiumi, sia di altri tipi di corpi idrici, come lagune e stagni. In primavera predilige le zone di fitta vegetazione ripariale in prossimità dell'acqua, sia che questa sia più o meno pura, come nel caso di alcune rogge. In autunno può allontanarsi, anche se non troppo dai corsi d'acqua, purché si trovi in zone con clima umido. Autori come Simms, Purroy e Tellería sottolineano chiaramente che questo piccolo uccello occupa generalmente aree con vegetazione intricata, zone di fitta vegetazione arbustiva come i boschetti, i canneti e i giuncheti che compaiono sulle diverse sponde, nonché altre formazioni palustri. Molto raramente vive in terreno aperto. Può anche occupare frassineti, roveti e terreni irrigati. Non cresce nelle zone montuose, poiché fondamentalmente non cresce al di sopra dei 1000-1200 m di altitudine.

## Conservazione
L'usignolo dal ciuffo è una specie non endemica con una distribuzione considerevole in tutto il mondo, e quindi ha una popolazione globale significativa. Secondo le stime di Birdlife International per il 2009, la popolazione di Cettia cetti in tutto il suo areale potrebbe essere compresa tra i cinque e i venti milioni di individui.
Per quanto riguarda il suo stato di conservazione, nel 2009, secondo Birdlife, il trend della popolazione globale è in crescita, in quanto non solo assicurano che la specie non si ridurrà abbastanza velocemente da diminuire di oltre il 30% nei prossimi dieci anni (le prossime tre generazioni), ma anche che la dimensione della popolazione è così grande che, in caso di un presunto declino continuo di non più di diecimila individui maturi all'anno per dieci anni o tre generazioni, la popolazione non si ridurrebbe nemmeno di più del 10%. Per tutti questi motivi, l'usignolo è inserito nella Lista Rossa dell'IUCN (Unione Internazionale per la Conservazione della Natura) come specie Least Concern o, in altre parole, meno preoccupante.
Secondo l'Atlante degli uccelli nidificanti redatto da Ana Bermejo, che si basa su varie fonti datate in date diverse ma vicine, la popolazione minima in Spagna dell'usignolo potrebbe aggirarsi intorno alle novantasettemilaquarantatré coppie, tenendo conto che mancano informazioni sul 21% delle piazze in cui questa specie è stata citata, per cui la popolazione potrebbe superare abbondantemente le centomila coppie. Questo atlante sottolinea che la stima precedente (effettuata nel 1997 da Purroy) stabiliva una popolazione nidificante compresa tra le diciottomila e le diciannovemila coppie. Tuttavia, le informazioni esistenti sulla consistenza della sua popolazione non sono sufficienti; nello stesso anno (1997) Jubete stimava diecimila coppie nidificanti a Palencia, mentre Román nel 1996 stimava più di diecimila coppie per Burgos, dati che contraddicono la stima di Purroy. In Spagna, la densità massima dell'usignolo è di 5,63 uccelli per 10 ettari, registrata in boschi e canneti. Come nel resto d'Europa, si ritiene che nella Penisola Iberica la popolazione di questa specie abbia subito un'importante espansione nel corso del XX secolo, così come un aumento della sua area di distribuzione. La popolazione spagnola sembra quindi essere stabile secondo BirdLife International/EBCC, 2000, sebbene sia stata rilevata una leggera tendenza negativa tra il 1996 e il 2001 secondo i risultati preliminari ottenuti dal programma SACRE di SEO/BirdLife nel 2002.

## Sistematica
Sono state descritte 3 sottospecie:
- Cettia cetti albiventris  Severtsov, 1873
- Cettia cetti cetti  (Temminck, 1820)
- Cettia cetti orientalis Tristram, 1867

## Galleria d'immagini

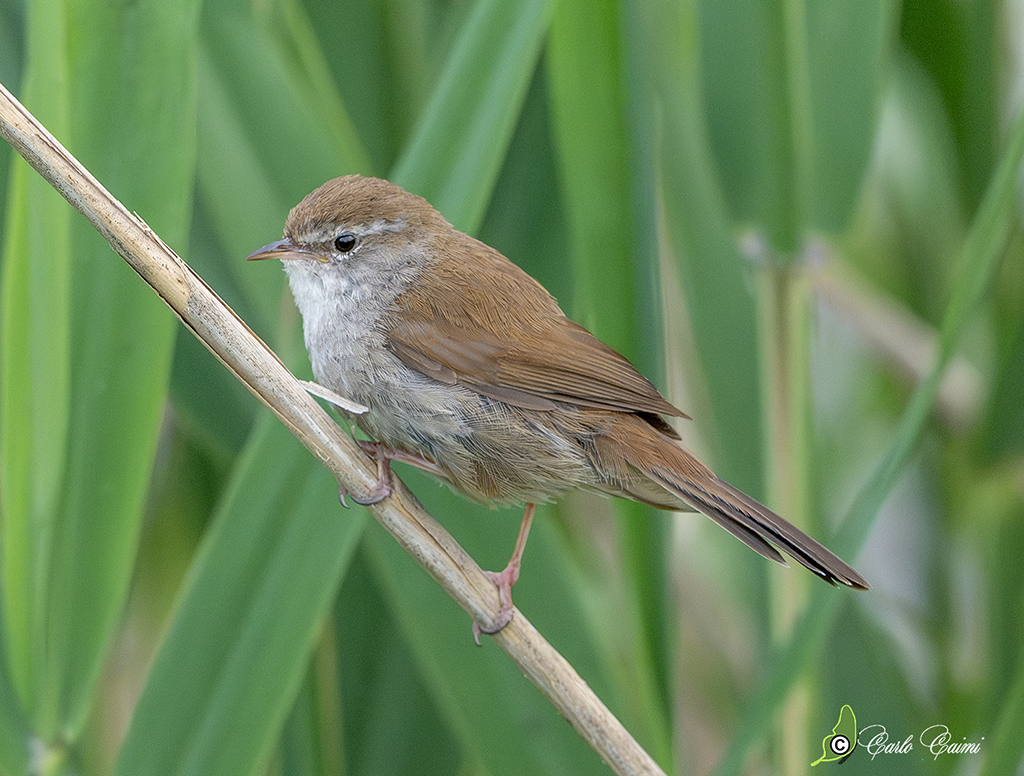
Usignolo di fiume (Cettia cetti)
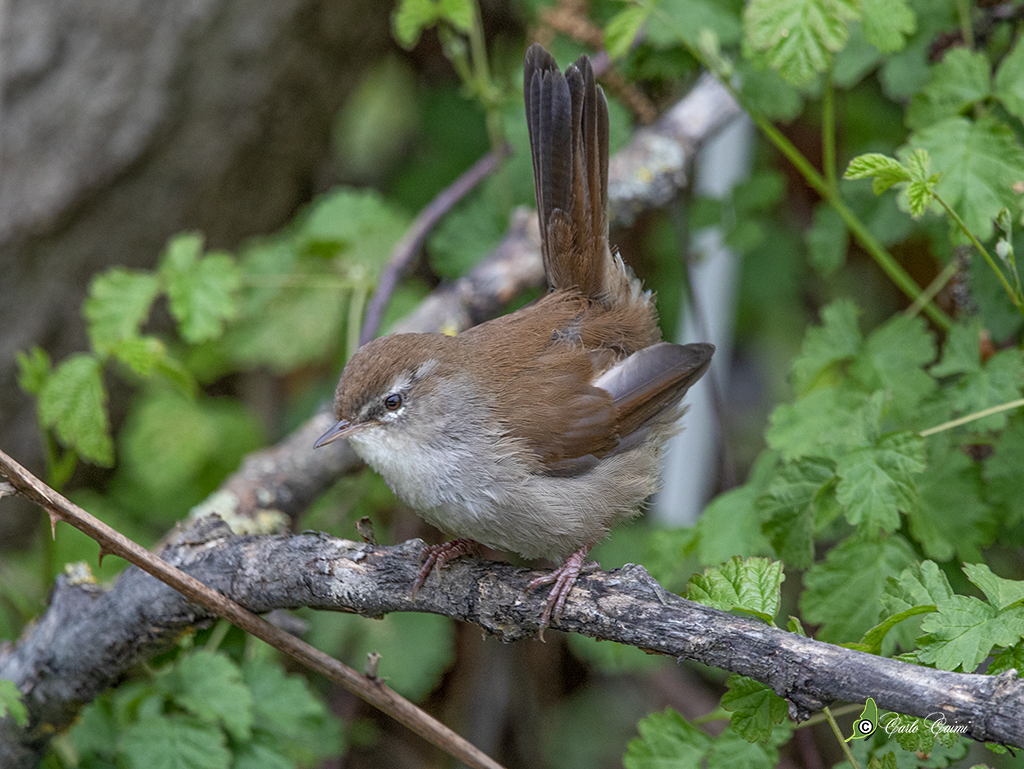
Usignolo di fiume (Cettia cetti)
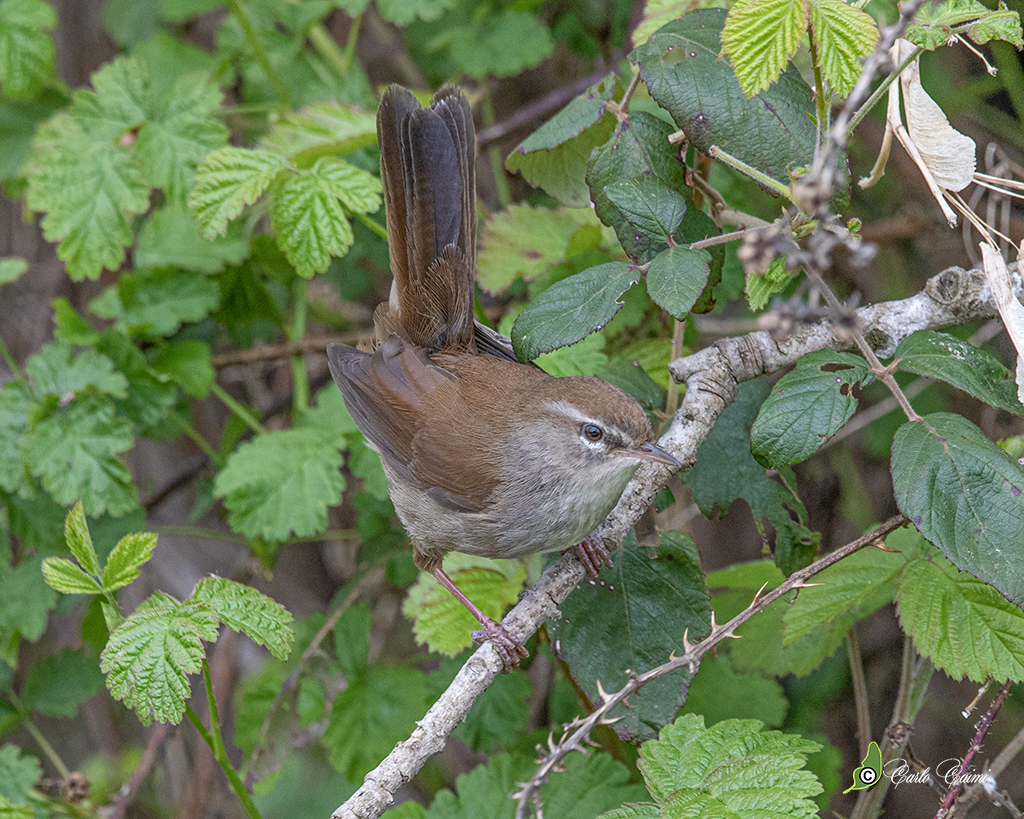
Usignolo di fiume (Cettia cetti)